# Algología (medicina)
La algología es un término no registrado por el Diccionario de la lengua española, pero encuentra su etimología en el griego άλγος, algos, dolor. En muchos países de habla hispana se usa para denominar la rama de la medicina que estudia el dolor y su tratamiento científico.
El tratamiento se da tanto por medios farmacológicos (entre los que se hallan los analgésicos opioides y no opioides, antidepresivos y los anticonvulsionantes), como no farmacológicos (como el ejercicio físico, la aplicación de frío y calor y otros). 
Además de estos, existen procedimientos de mínima invasión que se realizan en quirófano, bajo fluroscopia. Implica punciones profundas de alta precisión anatómica, para depositar diversos fármacos líticos (fenol, alcohol absoluto etc).  
Al médico especialista de esta área de la medicina se le conoce como algólogo, que a su vez tiene también la especialidad de anestesiología y que complementa sus conocimientos para tratar todo tipo de dolor crónico no controlado por medios comunes y se extiende a otras especialidades con problema de dolor: ortopedia, neurología, endodoncia, medicina interna, oncología, lumbalgia, hernia discal, neuropatía diabética, herpes zóster, artritis reumatoide, dolor derivado del cáncer y otras algopatías.
Recientemente se ha venido usando con mayor frecuencia el término algiología, para evitar confusiones con los botánicos algólogos que son quienes estudian las algas.
Históricamente, el estudio del dolor fue iniciado por los médicos anestesiología.